# Sida glomerata
Sida glomerata är en malvaväxtart som beskrevs av Antonio José Cavanilles. Sida glomerata ingår i släktet sammetsmalvor, och familjen malvaväxter. Inga underarter finns listade i Catalogue of Life.